# 霍莫克梅吉
霍莫克梅吉（匈牙利語：Homokmégy），是匈牙利南部巴奇-基什孔州所辖的一个村，总面积70.33平方公里，总人口1330，人口密度19人/平方公里（2015年）。地理坐标为46°29′N 19°04′E。